# Protesterna mot prorogationen i Kanada 2010

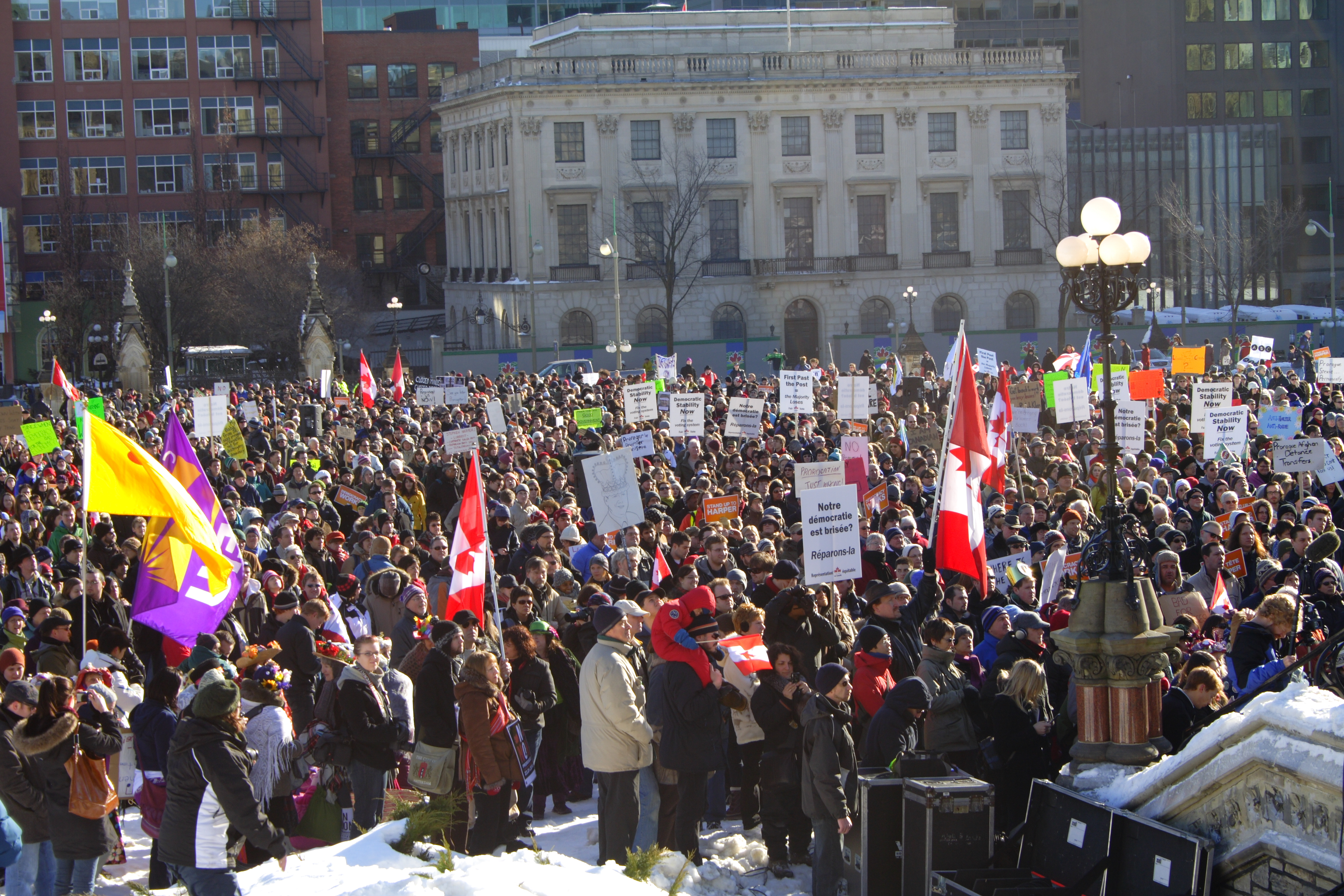
Demonstration på Parliament Hill i Ottawa.

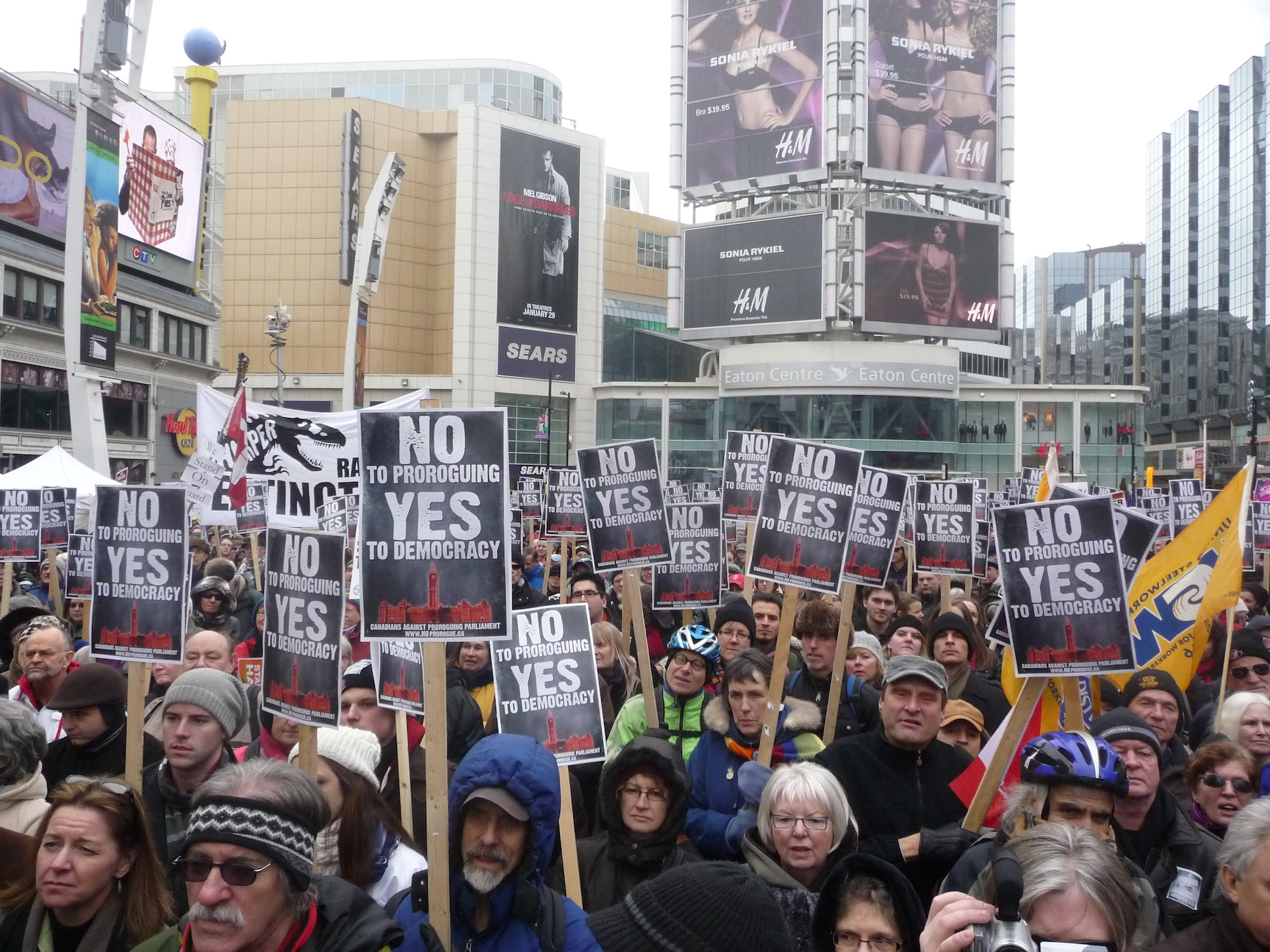
Protestanter i Toronto.

Den 23 januari 2010 hölls ett större antal demonstrationer mot prorogationen i Kanada, som ägde rum den 30 december 2009, på begäran av premiärminister Stephen Harper, och som officiellt genomfördes av generalguvernören Michaëlle Jean. Protester hölls i över 60 städer i Kanada, men också i New York, San Francisco, Dallas, London och Oman, Peking, Bryssel, Amsterdam, Haag och Costa Rica, Antalet protestanter beräknas ha uppgått till omkring 21 000, varav många också skrev upp sig på facebook-gruppen "Canadians Against Proroguing Parliament" (CAPP). Vid demonstrationerna den 23 januari i Ottawa och Toronto talade Elizabeth May från Green Party och parlamentsledamoten Bob Rae mot prorogationen.

### Videor
- Canada's pro-democracy movement Produced by Jesse Freeston, January 29, 2010; Publisher: The Real News (duration: 10:36)
- Canadians Against Proroguing Parliament, Toronto Protest, January 23, 2010 Produced by CineAlegria, January 23, 2010; Publisher: YouTube (duration: 9:59)